# قيثار إفريقي

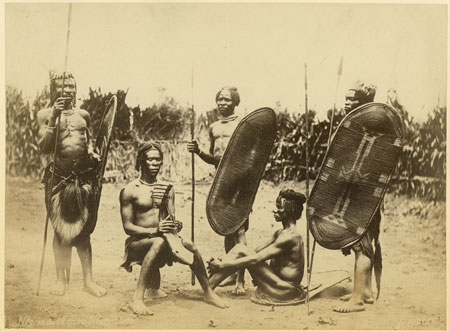
عازف قيثار أزاندي، 1877-1880

القيثارات الإفريقية ، خاصة القيثارات المقوسة أو «القوس»، هي آلة موسيقية؛ موجودة في العديد من تقاليد الموسيقى التي تتواجد في جنوب الصحراء الأفريقية؛ خاصة في الشمال الشرقي. استخدمت ولا تزال تستخدم هذه القيثارة منذ العصور القديمة في إفريقيا، وهي تشبه شكل القيثارات في مصر القديمة؛ مع جسم مقوس مصنوع من الخشب، سطحه مغطى ببرشمان، وعنقه عامودي على الوجه الرنان؛ المربوطة به الاوتار الموسيقية.

## انانجا

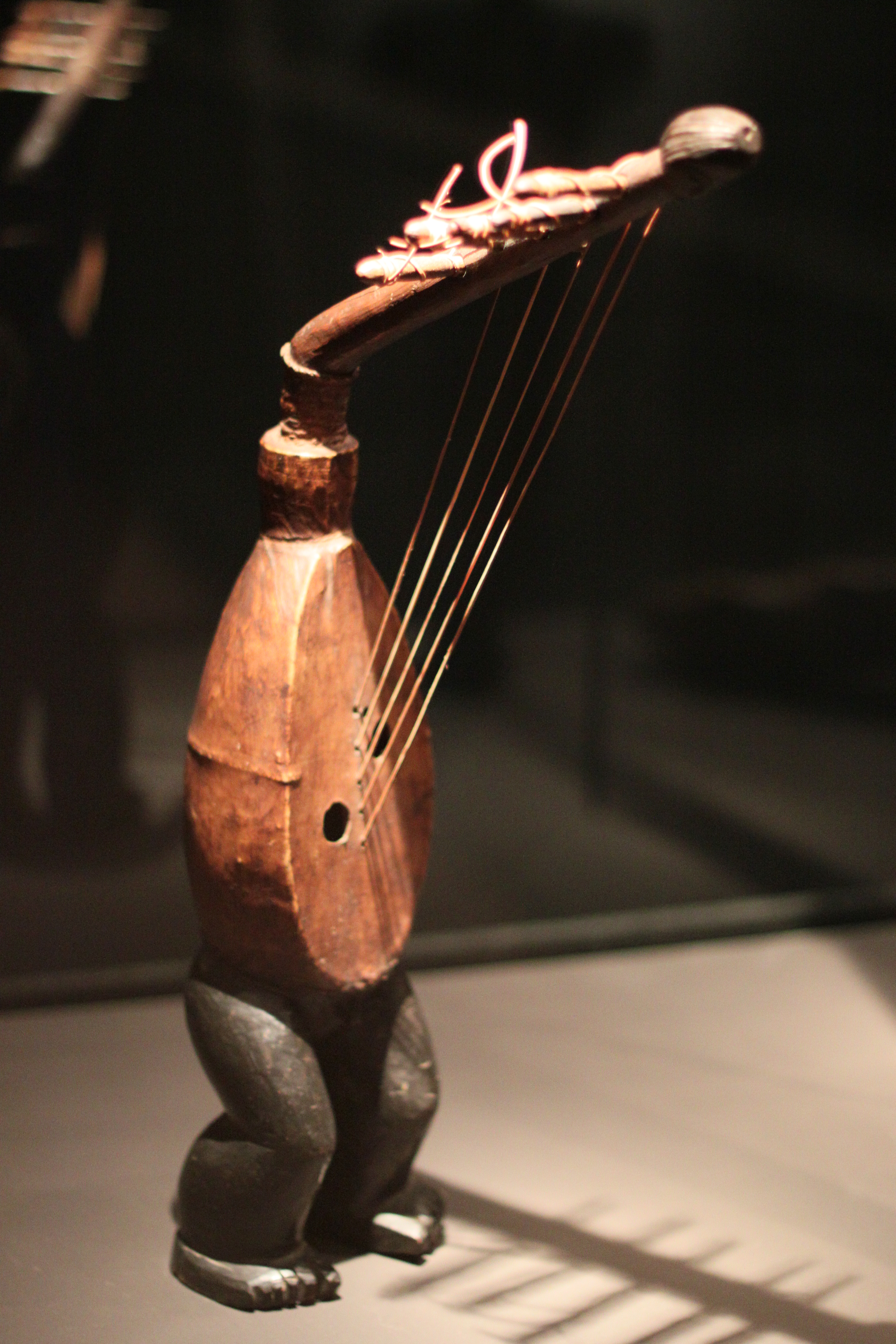
قيثارة مقوسة من جمهورية الكونغو الديمقراطية

الاننانجا، (أسماء أخرى لها: نانجا، نناجا أو اينانجا) هو نوع من القيثارة المقوسة التي يعزف عليها شعب الجاندا في أوغندا. يتكون صندوق الصوت من قطعة واحدة من الخشب ويكون شكلها نصف كروي نوعا ما. الجزء العلوي من الصندوق عبارة عن غشاء ممتد رنان مصنوع من جلد الظباء، ويكون مربوط بقطعة من الجلد في الجزء السفلي من الصندوق. تعلق الرقبة بداخل الصندوق، وتخرج من فتحة صغيرة مستديرة موجودة على الغشاء، ومن ثم تنحني نحو الأعلى لطول يبلغ تقديره حوالي 60 إلى 70 سم. يتم ربط سبعة أو ثمانية اوتار موسيقية بقطعة من الخشب داخل الصندوق، وتمتد هذه الخيوط عبر الجلد للمفاتيح الضابطة التي تكون مدخلة على طول الرقبة. في بعض الأحيان يتم إرفاق قطع خشخيشات معدنية صغيرة بالمفاتيح، لتنويع الصوت. عادة، تعزف هذه القيثارة مع غناء الرجال.
أبالانجا (عازف القيثارة)، هم المؤدين والموسيقيين الملحنين المهرة الذين يعملون ضمن نموذج منظم للغاية لضمان عدم وجود اداء متماثل ومتشابه صادر من أكثر من «ابالانجا» واحد.

## كوندي

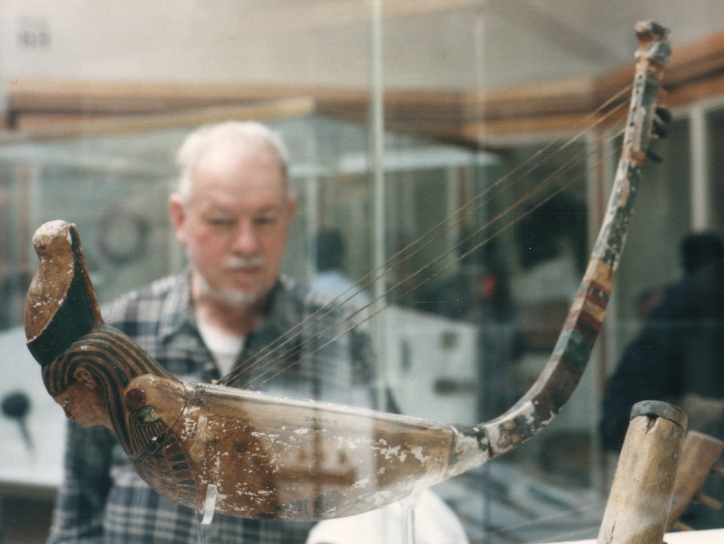
قيثارة مصرية قديمة في المتحف البريطاني

الكندي هي القيثارة المكونة من خمسة اوتار موسيقية وتعزف من قبل الشعب الأزاندي والشعوب القريبة منهم في وسط أفريقيا. إنها أداة التي تعزف تقليديا من قبل الشباب والفتيان. نوع مماثل من هذا القيثار هي القيثارة التي يعزفها شعب الانزكارة. الأدوات هذه معروفة برؤوسها المنحوتة بشكل مزخرف. بشكل عام، انخفضت شعبية هذا القيثار، على الرغم من أنه في عام 1993 تم تسجيل عزف بعض العازفين الأكبر سنا في الالبوم الموسيقي «موسيقى من محاكم بانديا» (اسم الالبوم باللغة الإنجليزية: Music from the Bandia Courts).